# Liga de Kosovo de balonmano
La Superliga de Kosovo es la primera división de balonmano en Kosovo, disputada desde 1955.

## Palmarés
- 1955 : Normalisti
- 1956 : Normalisti (2)
- 1957 : Normalisti (3)
- 1958 : Normalisti (4)
- 1959 : Normalisti (5)
- 1960 : Normalisti (6)
- 1961 : Buduçnosti
- 1962 : KH Vëllazmini
- 1963 : KH Vëllazmini (2)
- 1964 : Prizreni
- 1965 : KH Kosova
- 1966 : Obiliqi
- 1967 : KH Bozhuri
- 1968 : KH Trepça
- 1969 : KH Vëllazmini (3)
- 1970 : KH Drenica
- 1971 : KH Vëllazmini (4)
- 1972 : Obiliqi (2)
- 1973 : KH Bozhuri (2)
- 1974 : KH Bozhuri (3)
- 1975 : KH Trepça (2)
- 1976 : KH Prishtina
- 1977 : KH Vëllazmini (5)
- 1978 : Samadrexha
- 1979 : KH Vëllazmini (6)
- 1980 : KH Deçani
- 1981 : KNI Ramiz Sadiku
- 1982 : KH Kosova (2)
- 1983 : KH Vëllazmini (7)
- 1984 : KH Bozhuri (4)
- 1985 : KH Vëllazmini (8)
- 1986 : KH Bozhuri (5)
- 1987 : KH Kosova (3)
- 1988 : KH Vëllazmini (9)
- 1989 : KH Prishtina (2)
- 1990 : KH Trepça (3)
- 1991 : Buduçnosti (2)
- 1992 : KH Kastrioti
- 1993 : KH Kastrioti (2)
- 1994 : KH Trepça (4)
- 1995 : KH Prishtina (3)
- 1996 : KH BESA (3)
- 1997 : KH BESA (4)
- 1998 : KH Drita (6)
- 1999 : sin campeón
- 2000 : KH Kastrioti (3)
- 2001 : KH Trepça (5)
- 2002 : KH BESA (5)
- 2003 : KH BESA (6)
- 2004 : KH BESA (7)
- 2005 : KH BESA Famiglia (8)
- 2006 : KH BESA Famiglia (9)
- 2007 : KH BESA Famiglia (10)
- 2008 : KH Prishtina (4)
- 2009 : KH Prishtina (5)
- 2010 : KH Kastrioti (4)
- 2011 : KH Kastrioti (5)
- 2012 : KH BESA Famiglia (11)
- 2013 : KH Prishtina (6)
- 2014 : KH BESA Famiglia (12)
- 2015 : KH BESA Famiglia (13)
- 2016 : KH BESA Famiglia (14)
- 2017 : KH BESA Famiglia (15)
- 2018 : KH BESA Famiglia (16)
- 2019 : KH BESA Famiglia (17)

## Palmarés por equipo
|     | Club             | Títulos | Años                                                                                                 |
| --- | ---------------- | ------- | --- |
| 1.  | KH BESA Famiglia | 17      | 1961, 1991, 1996, 1997, 2002, 2003, 2004, 2005, 2006, 2007, 2012, 2014, 2015, 2016, 2017, 2018, 2019 |
| 2.  | KH Vëllazmini    | 9       | 1962, 1963, 1969, 1971, 1977, 1979, 1983, 1985, 1988                                                 |
| 3.  | Normalisti       | 6       | 1955, 1956, 1957, 1958, 1959, 1960                                                                   |
|     | KH Drita         | 6       | 1967, 1973, 1974, 1984, 1986, 1998                                                                   |
|     | KH Prishtina     | 6       | 1976, 1989, 1995, 2008, 2009, 2013                                                                   |
| 6.  | KH Trepça        | 5       | 1968, 1975, 1990, 1994, 2001                                                                         |
|     | KH Kastrioti     | 5       | 1992, 1993, 2000, 2010, 2011                                                                         |
| 8.  | KH Kosova        | 3       | 1965, 1982, 1987                                                                                     |
| 9.  | Obiliqi          | 2       | 1966, 1972                                                                                           |
| 10. | Prizreni         | 1       | 1964                                                                                                 |
|     | KH Drenica       | 1       | 1970                                                                                                 |
|     | Samadrexha       | 1       | 1978                                                                                                 |
|     | KH Deçani        | 1       | 1980                                                                                                 |
|     | KNI Ramiz Sadiku | 1       | 1981                                                                                                 |